# Edmund Bojanowski
Edmund Wojciech Stanisław Bojanowski herbu Junosza (ur. 14 listopada 1814 w Grabonogu, zm. 7 sierpnia 1871 w Górce Duchownej) – polski działacz społeczny, twórca ochronek wiejskich, tłumacz, założyciel Zgromadzenia Sióstr Służebniczek Najświętszej Marii Panny, błogosławiony Kościoła katolickiego.

## Życiorys
Był synem Walentego i Teresy z Umińskich. Matka była siostrą generała Jana Nepomucena Umińskiego. Edmund otrzymał wychowanie katolickie. W domu rodzinnym pielęgnowano polskie tradycje patriotyczne. Jak często w swoich listach i pamiętniku podkreślał błogosławiony, będąc dzieckiem, doświadczył łaski uzdrowienia z ciężkiej choroby, dzięki modlitwie matki w sanktuarium w Gostyniu. Rodzice chcieli zapewnić Edmundowi gruntowne wykształcenie. Początkowo pobierał prywatne lekcje w domu. W 1832 roku rozpoczął studia na Uniwersytecie Wrocławskim. W pierwszych latach nauki był wolnym słuchaczem, uzupełniając równocześnie średnie wykształcenie. Formalnie studentem został w 1835. W latach 1836–1838 kontynuował studia w Berlinie, korzystając także z wykładów z historii sztuki, muzyki, psychologii, poezji i logiki. Największą jego pasją stała się wówczas literatura: pisał między innymi artykuły o polskich zabytkach, przetłumaczył na język polski wiersze liryczne, pieśni serbskie i czeskie, a także „Manfreda” George’a Byrona. Poważna choroba uniemożliwiła mu ukończenie studiów filozoficznych, które podjął na uniwersytetach we Wrocławiu i w Berlinie. Problemy zdrowotne uniemożliwiły mu realizację marzeń o kapłaństwie, chociaż podejmował próby studiów seminaryjnych.
Był założycielem Zgromadzenia Sióstr Służebniczek Najświętszej Marii Panny. Jako osoba świecka otworzył 3 maja 1850 ochronkę w Podrzeczu, która dała początek Bractwu Ochroniarek, z którego z kolei rozwinęło się przyszłe Zgromadzenie Służebniczek. W Grabonogu założył „Dom miłosierdzia” dla sierot, ponadto apteki dla biednych, wypożyczalnie książek oraz czytelnie.
Gromadził zgłaszające się do niego dziewczęta i przygotowywał je do pracy w swoim dziele. W formacji przyszłych sióstr dbał o wychowanie religijne, uczył praktyk pobożnościowych, takich jak modlitwa, rachunek sumienia, czytanie duchowne, medytacja. W napisaniu reguły zgromadzenia współpracował z J. Koźmianem, ks. H. Kajsiewiczem i ks. P. Semenenką. W 1855 arcybiskup poznański Leon Przyłuski udzielił Bojanowskiemu tymczasowego pozwolenia na jej zachowywanie przez siostry. W 1858 abp Przyłuski przyjął zgromadzenie pod opiekę Kościoła, a jego następca, abp Mieczysław Ledóchowski 27 grudnia 1866 zatwierdził definitywnie statuty i konstytucje służebniczek. W 1869 Edmund Bojanowski wstąpił w Gnieźnie do Seminarium duchownego, lecz ze względu na powikłania związane z gruźlicą musiał je opuścić.
Przed śmiercią Bojanowskiego, która nastąpiła 7 sierpnia 1871 w Górce Duchownej, zgromadzenie miało w Wielkim Księstwie Poznańskim 22 domy i liczyło 98 sióstr. Za życia Bojanowskiego służebniczki zaczęły pracować także w innych częściach Polski rozbiorowej: w Galicji, w Królestwie Polskim oraz na terenie niemieckiej prowincji Śląsk.

## Publikacje
Publikował na łamach wrocławskiej „Marzanny” (m.in. 1934), w almanachu „Pokłosie” którego był założycielem i redaktorem, w roczniku „Rok wiejski” wychodzącym w Ostrowie. Do znaczniejszych publikacji należą:
- 1835 Manfred: poema dramatyczne[5] George’a Byrona (tłumaczenie)
- 1862 Piosnki wiejskie dla ochronek z przygrywką T. Lenartowicza[6]
- 1863 Przysłowia dla ochronek[7]
- 2009 Dzienniki (wydane pośmiertnie w czterech tomach)

## Kult
Od 11 sierpnia 1871 do 11 sierpnia 1930 r. ciało zmarłego spoczywało w kościele św. Barbary w Jaszkowie (gdzie znajdował się nowicjat Sióstr Służebniczek), o czym informuje tablica pamiątkowa. Następnie jego szczątki zostały przeniesione do sarkofagu w przyklasztornej Kaplicy Najświętszego Serca Pana Jezusa w Luboniu-Żabikowie.
Papież św. Jan Paweł II 13 czerwca 1999 w Warszawie dokonał beatyfikacji Bojanowskiego, a 8 września kaplica w Luboniu, w której znajduje się jego sarkofag, została ustanowiona Sanktuarium Bł. Edmunda Bojanowskiego, by szerzyć kult Bożej Opatrzności, tak obecnej w jego życiu.
Wspomnienie liturgiczne w Kościele katolickim obchodzone jest 7 sierpnia.
Jego relikwie znajdują się w parafii pw. św. Małgorzaty w Gostyniu, oraz w Parafii pw. Niepokalanego Serca Maryi w Piaskach.

## Patronat
Jest patronem:
- w Dębnie – Niepublicznego Gimnazjum[13]
- w Gostyniu – parafii na Pożegowie[14]
- w Woli Rzędzińskiej – Szkoły Podstawowej nr 2[15]
- w Szelejewie Drugim – Zespołu Szkół im. bł. Edmunda Bojanowskiego[16]
- w Warszawie – parafii na Ursynowie[17], Wyższej Szkoły Przymierza Rodzin[18], Szkoły Podstawowej Nr 317[19]
- w Białymstoku[20] – Szkoły Podstawowej Nr 30 przy Pogotowiu Opiekuńczym[21], Zespołu Szkół Nr 17, Publicznego Gimnazjum Nr 23 przy Pogotowiu Opiekuńczym
- w Katowicach – ulicy w dzielnicy Ligota-Panewniki[22], kaplicy w Okręgowym Szpitalu Kolejowym[23]
- w Dębicy – ulicy, kaplicy przy Domu Macierzystym Sióstr Służebniczek Dębickich[24]
- w Bojanowie – Szkoły Podstawowej[25]
- w Henrykowie – Katolickiego Liceum Ogólnokształcącego[26]
- w Piotrkowie Trybunalskim – przedszkola niepublicznego[27]
- w Lubsku – szkoły podstawowej, gimnazjum
- w Pleszewie – przedszkola niepublicznego[28]
- w Luboniu – Szkoły Podstawowej nr 1[29]
- w Radomicku – Przedszkola Publicznego[30]
- w Rumi – parafii na Białej Rzece